# Gangtok
Gangtok er hovedstaden og den største by i den indiske delstat Sikkim. Den ligger i en lavtliggende del af Himalaya på koordinaterne 27.2° N 88.4° Ø. Kendt for sine rene omgivelser og tempereret klima er denne bjergby hjem for 100.286(2011) indbyggere og center for Sikkims turistindustri.